# شارب القط
شارب القط (الاسم العلمي: Orthosiphon) هو جنس من النباتات يتبع الفصيلة الشفوية من رتبة الشفويات.

زهرة شارب القط صعتري الأزهار
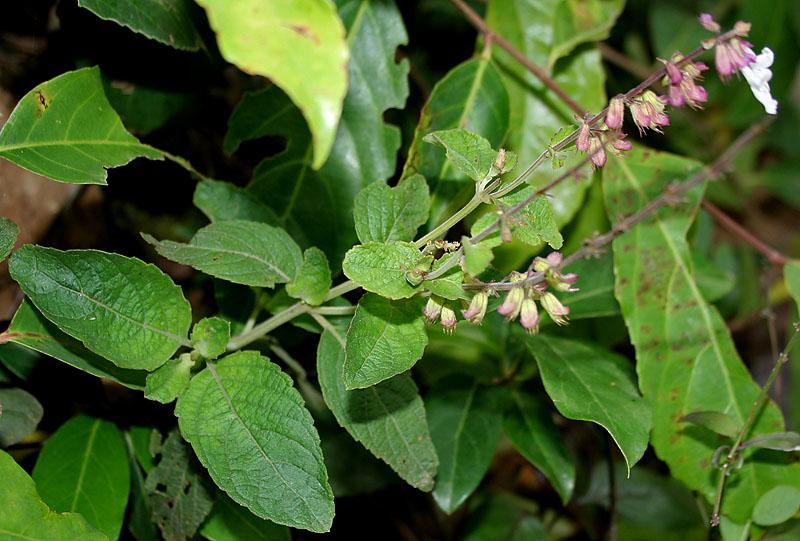
شارب القط صعتري الأزهار

## أنواع نبات شارب القط
- شارب القط الأجدب (الاسم العلمي:Orthosiphon depauperatum)
- شارب القط الأحمر (الاسم العلمي:Orthosiphon ruber)
- شارب القط أسود النقط (الاسم العلمي:Orthosiphon nigripunctatus)
- شارب القط الأقطع (الاسم العلمي:Orthosiphon truncatus)
- شارب القط الألني (الاسم العلمي:Orthosiphon allenii)
- شارب القط الأملد (الاسم العلمي:Orthosiphon sarmentosus)
- شارب القط الأهليلجي (الاسم العلمي:Orthosiphon ellipticus)
- شارب القط الباريشي (الاسم العلمي:Orthosiphon parishii)
- شارب القط الباهت (الاسم العلمي:Orthosiphon pallidus)
- شارب القط البنفسجي (الاسم العلمي:Orthosiphon violaceus)
- شارب القط ثنائي الأزهار (الاسم العلمي:Orthosiphon biflorus)
- شارب القط ثنائي اللون (الاسم العلمي:Orthosiphon discolor)
- شارب القط الدولافي (الاسم العلمي:Orthosiphon delavayi)
- شارب القط الربيعي (الاسم العلمي:Orthosiphon vernalis)
- شارب القط السفوي (الاسم العلمي:Orthosiphon aristatus)
- شارب القط السفوي الكاذب (الاسم العلمي:Orthosiphon pseudoaristatus)
- شارب القط سويقي الأزهار (الاسم العلمي:Orthosiphon scapiger)
- شارب القط الشجيري (الاسم العلمي:Orthosiphon fruticosus)
- شارب القط الشليبني (الاسم العلمي:Orthosiphon schliebenii)
- شارب القط الشمبري (الاسم العلمي:Orthosiphon schimperi)
- شارب القط الصدء (الاسم العلمي:Orthosiphon ferrugineus)
- شارب القط صعتري الأزهار (الاسم العلمي:Orthosiphon thymiflorus)
- شارب القط صغروي الأزهار (الاسم العلمي:Orthosiphon minimiflorus)
- شارب القط صغير الأوراق (الاسم العلمي:Orthosiphon parvifolius)
- شارب القط الصوفي (الاسم العلمي:Orthosiphon lanatus)
- شارب القط ضارب للحمرة (الاسم العلمي:Orthosiphon rubicundus)
- شارب القط الغدي (الاسم العلمي:Orthosiphon glandulosus)
- شارب القط غدي الساق (الاسم العلمي:Orthosiphon adenocaulis)
- شارب القط الفضي (الاسم العلمي:Orthosiphon argenteus)
- شارب القط الفقاعي (الاسم العلمي:Orthosiphon bullosus)
- شارب القط الفولفني (الاسم العلمي:Orthosiphon wulfenioides)
- شارب القط القاسي (الاسم العلمي:Orthosiphon robustus)
- شارب القط قصير السداة (الاسم العلمي:Orthosiphon brachystemon)
- شارب القط كبير الأزهار (الاسم العلمي:Orthosiphon grandiflorus)
- شارب القط الكوانزي (الاسم العلمي:Orthosiphon cuanzae)
- شارب القط متفرع الأبار (الاسم العلمي:Orthosiphon cladotrichos)
- شارب القط مستدير الأوراق (الاسم العلمي:Orthosiphon rotundifolius)
- شارب القط مشتت الأوراق (الاسم العلمي:Orthosiphon scedastophyllus)
- شارب القط المنحني (الاسم العلمي:Orthosiphon incurvus)
- شارب القط المنفي (الاسم العلمي:Orthosiphon exilis)
- شارب القط النيوتني (الاسم العلمي:Orthosiphon newtonii)
- شارب القط الهاننغتوني (الاسم العلمي:Orthosiphon hanningtonii)
- شارب القط الهزيل (الاسم العلمي:Orthosiphon miserabilis)
- شارب القط الهمبيرتي (الاسم العلمي:Orthosiphon humbertii)
- شارب القط الواتي (الاسم العلمي:Orthosiphon wattii)